# Agenor Maria Gołuchowski

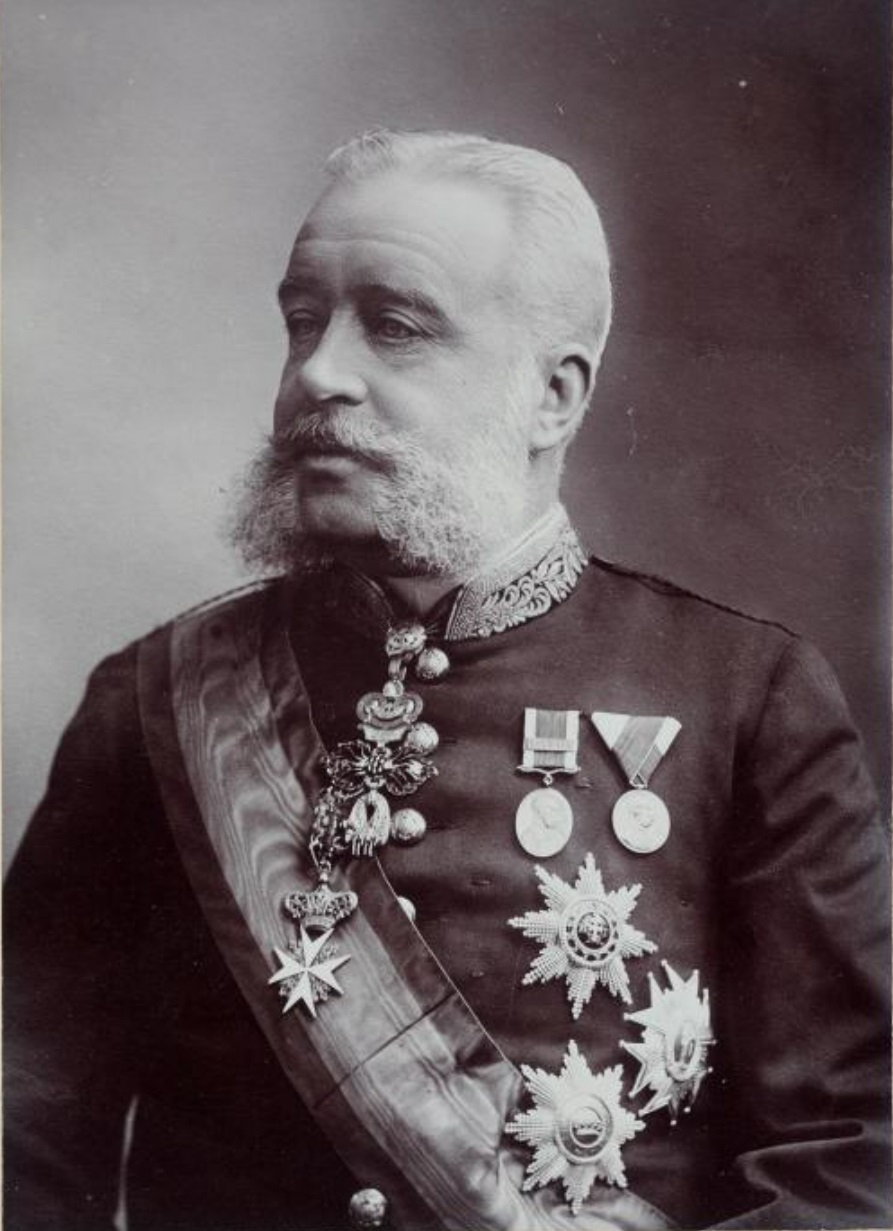
Agenor Maria Graf Gołuchowski in ambtsuniform

Graaf Agenor Maria Adam Gołuchowski von Gołuchow (Pools: Agenor Maria hrabia Gołuchowski z Gołuchow) (Lemberg 25 maart 1849 - Lemberg 28 maart 1921), was een Oostenrijks-Hongaars politicus van Poolse afkomst die van 1895 tot 1906 minister van Buitenlandse Zaken van Oostenrijk-Hongarije was.

## Biografie

### Achtergrond en vroege carrière
Graaf Agenor Gołuchowski de Jongere werd op 25 maart 1849 geboren in Lemberg (Lviv) in de toenmalige Oostenrijks-Hongaarse provincie Galicië. Tegenwoordig ligt Lemberg in Oekraïne. Zijn vader was graaf Agenor Gołuchowski de Oudere (1812-1875), die tussen 1848 en 1875 meerdere malen gouverneur-generaal van Galicië was geweest.
Agenor Gołuchowski volgde een opleiding tot diplomaat en werd in 1872 tot attaché in Berlijn benoemd. Aansluitend was hij legatieraad in Parijs en van 1887 tot 1893 was hij k.u.k. gezant in Boekarest.

### Minister van Buitenlandse Zaken
Agenor Gołuchowski volgde op 16 mei 1895 graaf Gusztáv Kálnoky op als minister van Buitenlandse Zaken van Oostenrijk-Hongarije. De keuze van keizer Frans Jozef voor de Pool Gołuchowski stuitte op verzet van zowel de Hongaren, als van een aantal leidende politici in Wenen die vreesden dat een Poolse minister slecht was voor de verhouding met Rusland. Kort na zijn aantreden als minister van Buitenlandse Zaken verklaarde Gołuchowski dat hij zich zou inspannen voor de handhaving van de Triple Alliantie met Duitsland en Rusland. Zijn buitenlands beleid kan worden gezien als een voortdurend streven naar ontspanning en het voorkomen van conflicten met andere grote mogendheden. Tijdens zijn bewind verbeterden de betrekkingen met het Verenigd Koninkrijk en Italië. In 1897 kwam hij met Rusland overeen dat de status quo op de Balkan moest worden behouden: zowel Oostenrijk-Hongarije als Rusland beloofden hun invloedssferen niet verder uit te breiden. In 1897 en in 1900 sloot hij verdragen met Italië van soortgelijke strekking: beide landen zouden de status quo van Albanië (toen een provincie van het Osmaanse Rijk) respecteren.
Agenor Gołuchowski kon echter ook ferm optreden. In 1896 leidde hij het Europese protest tegen de Turken die zich schuldig maakten aan moordpartijen tegen de Armeense minderheid in het Osmaanse Rijk en toen tijdens de Grieks-Turkse Oorlog van 1897, waarbij de Oostenrijkers de Grieken steunden, in Mersin een Oostenrijks-Hongaarse vlag werd beledigd dreigde Gołuchowski de stad te bombarderen mits men de vlag in ere zou herstellen.
Gołuchowski zette zich als minister vooral in voor versterking van de banden met het Duitse Keizerrijk van Wilhelm II. Gołuchowski was ervan overtuigd dat nauwe betrekkingen met Duitsland het voortbestaan van het Habsburgse rijk garandeerde. In 1906 steunde hij Duitsland tijdens de Eerste Marokkaanse Crisis in de verwachting dat Duitsland Oostenrijk-Hongarije in een moeilijke situatie ook zal steunen. Inderdaad steunde Duitsland de Oostenrijks-Hongaarse annexatie van Bosnië-Herzegovina van 1908 (Bosnië-crisis).
De Hongaarse regering was van meet af aan een tegenstander van Gołuchowski vanwege zijn Slavische afkomst en in 1906 werd hij dan ook ten val gebracht.

### Na zijn ministerschap
Agenor Gołuchowski had sinds 1895 zitting in het Herenhuis (Herrenhaus), het hogerhuis van het Oostenrijkse parlement. Hij was een conservatief parlementariër en werd in 1907 fractievoorzitter van de invloedrijke Polenclub. Tijdens de Eerste Wereldoorlog was hij een van de woordvoerders van het trialisme. Naast Oostenrijk en Hongarije moest de Donaumonarchie nog een derde lidstaat krijgen: Polen. Naast Galicië moest ook het op Rusland veroverde Congres-Polen hier deel van uitmaken. Het trialisme werd door nog meer Poolse politici nagestreefd, waaronder de minister van Financiën van Oostenrijk-Hongarije, Leon von Biliński. Gołuchowski en de zijnen ondervonden echter tegenwerking van de minister van Buitenlandse Zaken, graaf István Burián (een Hongaar) die niets voelde voor het trialisme dat de bijzondere positie van Hongarije onder druk zette. De nieuwe keizer, Karel I, die in oktober 1916 de overleden keizer Frans Jozef was opgevolgd, was echter wel voorstander van een federalisering van zijn rijk en een Pools koninkrijk in het bijzonder. Zover zou het echter nooit komen, omdat de Donaumonarchie in november 1918 uiteenviel.
Na de val van de monarchie vestigde Gołuchowski zich in zijn geboortestad Lemberg dat deel werd van de nieuwe Republiek Polen. Agenor Gołuchowski overleed aldaar op 72-jarige leeftijd, op 28 maart 1921.

## Familie
Agenor Gołuchowski was sinds 1885 getrouwd met Anna von Muratów (1863-1940). Uit dit huwelijk kwamen drie kinderen voort:
1. Agenor Maria hrabia Gołuchowski (1886-1956), Pools parlementslid
2. Wojciech Agenor hrabia Gołuchowski (1886-1950), Pools senator
3. Karel Maria Agenor hrabia Gołuchowski (1892)